# Protartematopus electricus
Protartematopus electricus is een keversoort uit de familie Artematopodidae. De wetenschappelijke naam van de soort is voor het eerst geldig gepubliceerd in 1973 door Crowson.